# Сьвентайно (Щиценський повіт)
Сьвентайно (пол. Świętajno, нім. Schwentainen) — село в Польщі, у гміні Свентайно Щиценського повіту Вармінсько-Мазурського воєводства.
Населення — 1865 осіб (2011).
У 1975-1998 роках село належало до Ольштинського воєводства.

## Демографія
Демографічна структура станом на 31 березня 2011 року:
|          | Загалом | Допрацездатний вік | Працездатний вік | Постпрацездатний вік |
| -------- | ------- | ------------------ | ---------------- | -------------------- |
| Чоловіки | 915     | 183                | 668              | 64                   |
| Жінки    | 950     | 212                | 563              | 175                  |
| Разом    | 1865    | 395                | 1231             | 239                  |